# Egysávos erdeisólyom
Az egysávos erdeisólyom (Micrastur plumbeus) a madarak osztályának a sólyomalakúak (Falconiformes) rendjébe és a  sólyomfélék (Falconidae) családjába tartozó faj.

## Előfordulása
Kolumbia délnyugati és Ecuador északnyugati részén honos. Erdők lakója.

## Megjelenése
Testhossza 30-36 centiméter. Egy fehér csík van a farkán.